# Brett Holman
Brett Trevor Holman, född 27 mars 1984, är en australisk före detta fotbollsspelare. Han representerade under sin karriär det australiska landslaget. Han kunde spela som anfallare, offensiv mittfältare och vänster yttermittfältare. Han spelade i Australiens landslag vid fotbolls-VM 2010.